# UMF Einherji
UMF Einherji is een IJslandse voetbalclub uit Vopnafjörður in de provincie Austurland. De club werd in 1929 opgericht. Thuiswedstrijden worden gespeeld in het Vopnafjarðarvöllur. De club uit het noordoosten van het land promoveerde in 2013 naar de 3. deild karla na winst tegen Berserkir in twee wedstrijden.